# Papilio natewa
Papilio natewa — вид метеликів родини косатцевих (Papilionidae). Описаний у 2018 році.

## Поширення
Ендемік Фіджі. Відомий лише у типовому місцезнаходженні — ліс над селом Натева на острові Вануа Леву (250 м над рівнем моря).

## Опис
Розмах крил до 20 см. Крила мають візерунок з чорно-білих зигзагів у верхній частині та з жовтими і блакитними вічками у нижній.